# Gul flugsvamp
Gul flugsvamp (Amanita gemmata) är en art i familjen Amanitaceae och släktet flugsvampar. Svampen växer på marken i sur jord i barrskogar i Europa och Nordamerika. I Sverige finns den sällsynt i de södra delarna och även sällsynt i Danmark och Finland. I Norge är den endast funnen i närheten av Bergen. I Sverige var gul flugsvamp upptagen som missgynnad i 2005 års rödlistning. I 2010 års rödlistning kategoriseras den inte längre som hotad.

## Utseende och ekologi
Fruktkropparna hos vitgul flugsvamp kommer från sommar till höst. Svampen blir oftast 5–10 centimeter hög med en fotdiameter på 1–1,4 centimeter och en hattdiameter på 5–10 centimeter. Foten har ring (kan saknas), har ett fnasbälte och är uppsvälld vid basen. Ringen är vit till ljusgul. Hatten är oftast glänsande äggul till orangegul. Skivorna sitter tätt och är vita till ljusgula. Sporerna har en äggrund form, mäter cirka 8,5–9 gånger 7–7,5 mikrometer, är vita men inte amyloida (färgas blå av jodlösning). Hattens hud har hylleplättar som är vita och hattformen är först rund, för att sedan bli platt till välvd.
Arten kan förväxlas med vitgul flugsvamp (A. citrina) och isabellflugsvamp (A. eliae). Gul flugsvamp har dock en mild, svag doft, till skillnad mot den vitgula flugsvampen, som känns dock igen på sin säregna doft, som brukar jämföras med en potatiskällare eller rå potatis, och isabellflugsvampen har strumpa, som dock ofta är begravd nere i marken. 
I Sverige och Danmark är arten knuten till tall (Pinus sylvestris), men i andra delar av Europa bildar den mykorrhiza med flera olika arter av barrträd.

## Giftighet
Artens giftighet är omtvistad , men den har rapporterats ge förgiftningar samma slag som panterflugsvamp (A. pantherina). Den producerar ibotensyra, men inte i samma mängd som till till exempel panterflugsvamp.

## Galleri

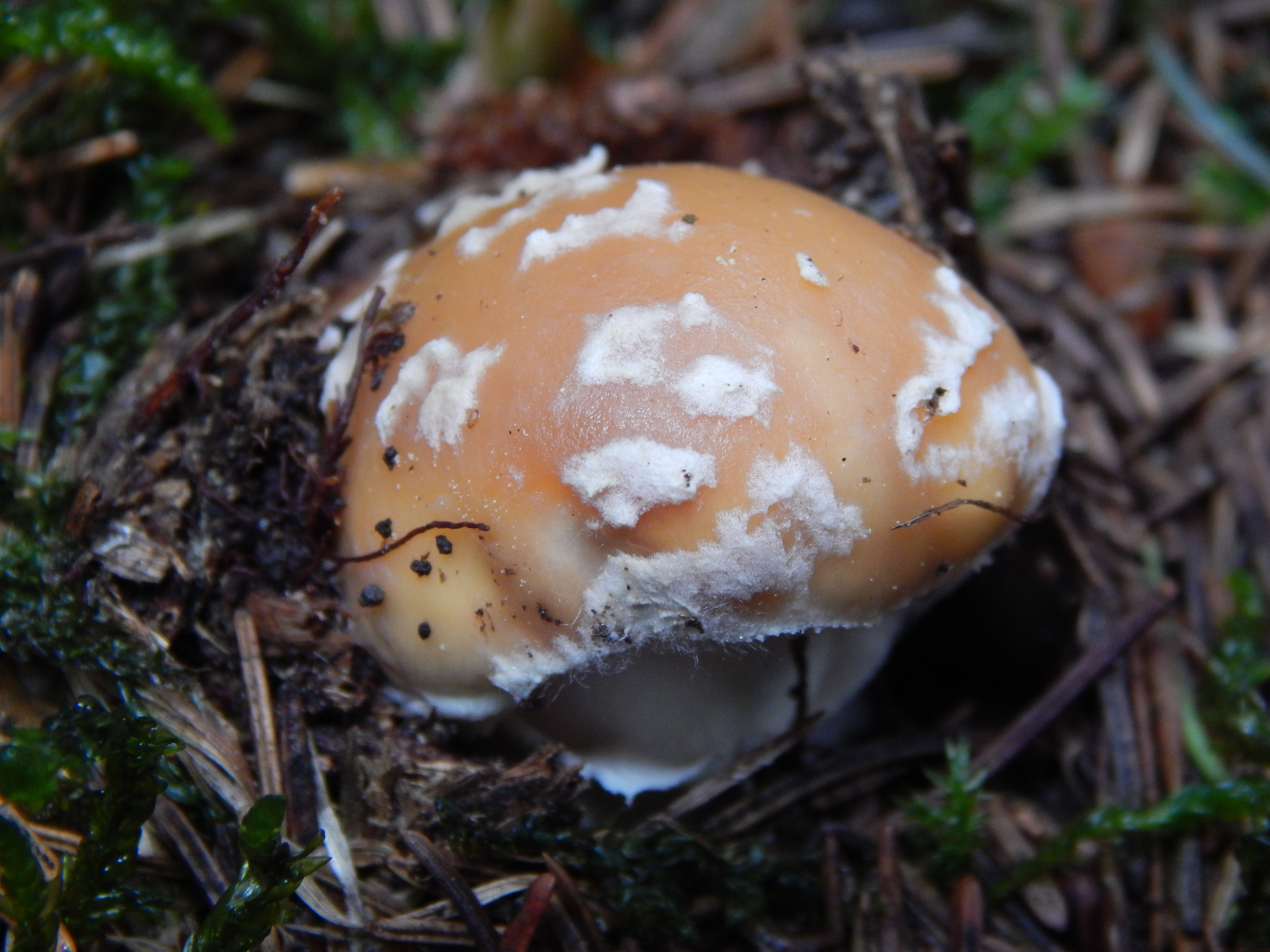
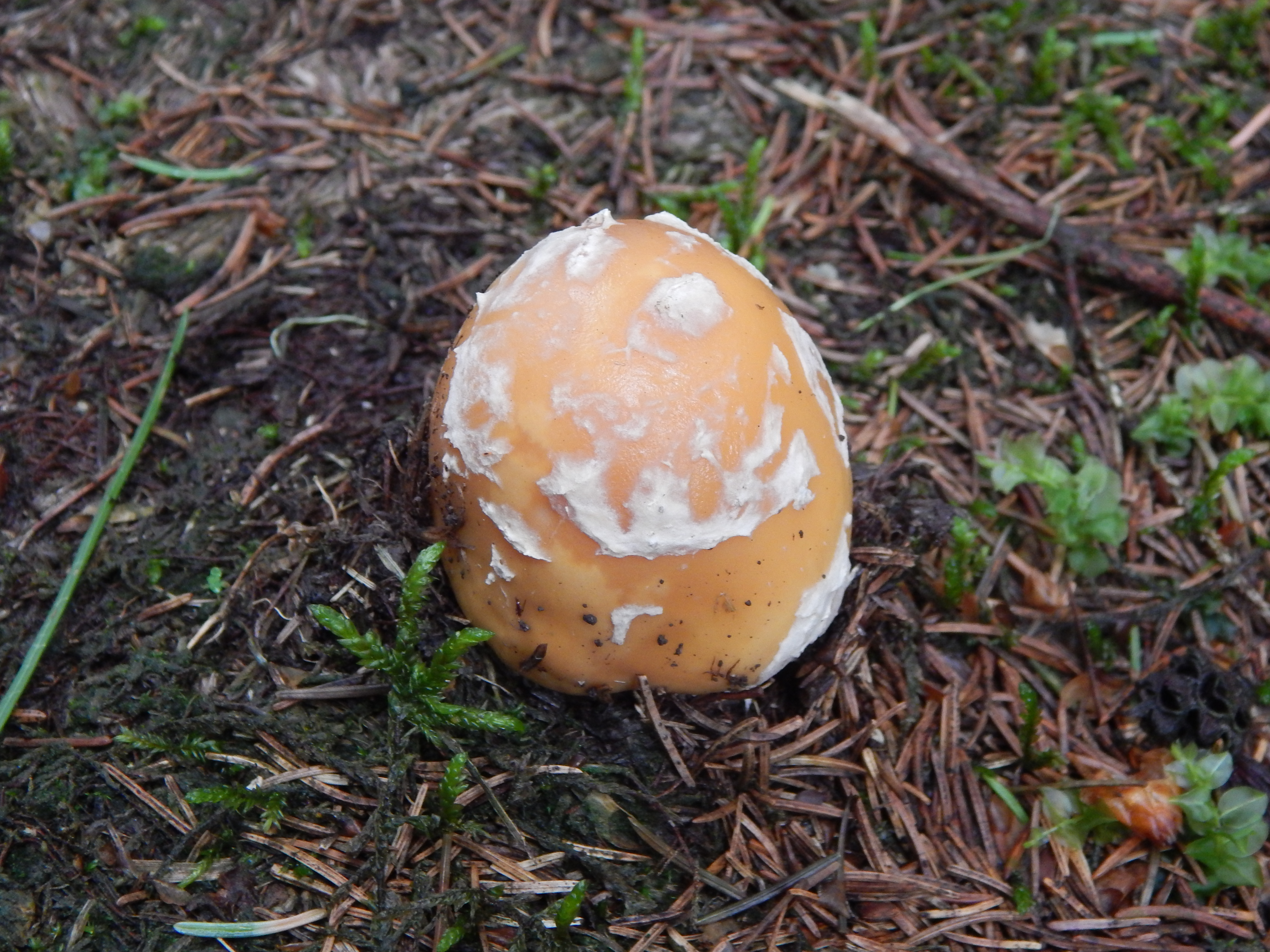
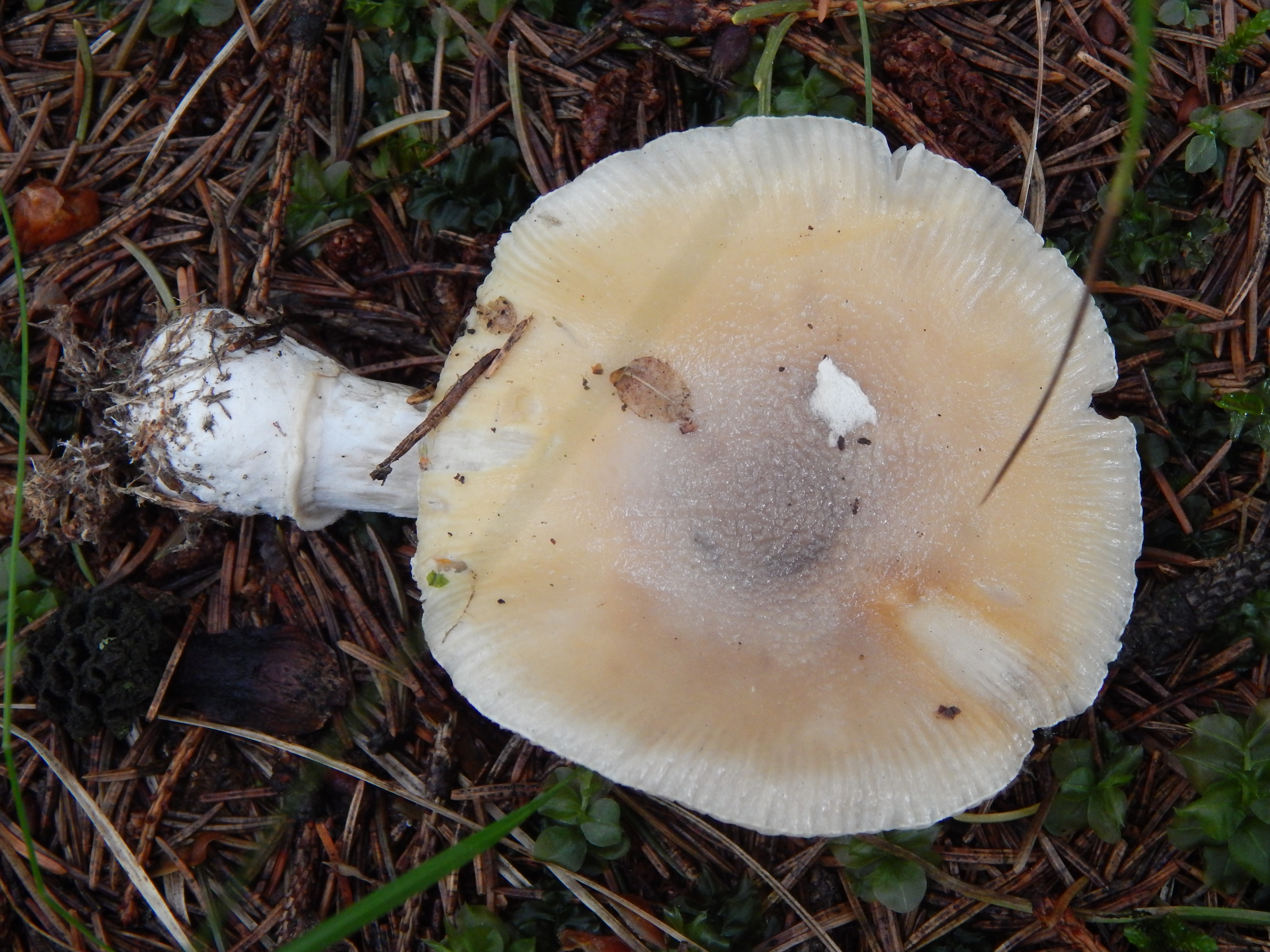

### Webbkällor
- ”Rogers mushrooms - Amanita gemmata” (på engelska). Arkiverad från originalet den 16 maj 2008. https://web.archive.org/web/20080516203550/http://www.rogersmushrooms.com/gallery/DisplayBlock~bid~5540.asp. Läst 7 februari 2010.